# Europa (Schiff, 1897)
Die Europa war ein Flugzeugmutterschiff der italienischen Königlichen Marine (ital. Regia Marina). Die Europa war ein Hilfsschiff der 1. Klasse und diente dem Transport von Flugzeugen und der Versorgung von U-Booten.

## Geschichte
Die spanische Reederei Pinillos, Izquierdo & Cia bestellte bei Charles Connell & Company in Glasgow ein Handelsschiff unter dem Namen Manila, das am 5. Juli 1895 vom Stapel lief. Im Juli 1898 wurde sie von der schottischen Reederei Donaldson Line gekauft und in Salacia umbenannt. Bis zu ihrem Verkauf steuerte sie dreimal den kanadischen Hafen von Québec und viermal von Saint John an. Ab 1911 fuhr es für die deutsche Reederei M. Jebsen in Hamburg unter gleichem Namen. Schon 1913 wurde es von Tito Campanella in Genua erworben und in Quarto umbenannt.
Nach dem Ausbruch des Ersten Weltkriegs plante Italien den Bau eines Flugzeugmutterschiffs. Aus diesem Grund kaufte man am 6. Februar 1915 die Quarto und ließ sie im Marinearsenal in La Spezia umbauen. Am 6. Oktober 1915 wurde die Europa in Dienst gestellt. Das Schiff verfügte am Heck und am Bug jeweils über einen Hangar für jeweils 4 Wasserflugzeuge vom Typ FBA Type A und Hebevorrichtungen, um die Flugzeuge zu Wasser zu lassen und wieder an Bord zu nehmen. Außerdem verfügten sie über Einrichtungen zur Versorgung von U-Booten.
Stützpunkt der Europa war Vlora. Hier lag sie meist mit anderen Hilfsschiffen, da der einfache Hafen für die Versorgung der Marineeinheiten schlecht ausgestattet war. Von Vlora und Brindisi aus versuchte man die österreichisch-ungarische Flotte, die in Kotor stationiert war unter Kontrolle zu halten. Beim Seegefecht in der Straße von Otranto am 15. Mai 1917 waren Flugzeuge der Europa beteiligt. Sie starteten um 5:00 Uhr und entdeckten die österreich-ungarische Schiffe. Um 7:00 kehrten sie zurück und wurden betankt und mit Bomben bestückt und bombardierten die Helgoland. Die Bomben verfehlten jedoch ihr Ziel und es wurde nur ein leichter Schaden am Ruder verursacht.
Die Wasserflugzeuge der Europa absolvierten 1884 Einsätze – 1500 hiervon dienten der Aufklärung. Bereits 1920 wurde das Schiff auf Betreiben von General Giulio Douhet abgebrochen, da sich die Handhabung der Wasserflugzeuge nicht bewährt hatte.